# اقتصاد المملكة المتحدة
المملكة المتحدة هي سادس أكبر اقتصاد في العالم من حيث الناتج المحلي الإجمالي الاسمي، و سادس أكبرها من حيث تعادل القدرة الشرائية. تمتلك ثالث أكبر اقتصاد في أوروبا بعد ألمانيا وفرنسا من حيث القيمة الاسمية، و الثاني بعد ألمانيا من حيث تعادل القوة الشرائية. يصنف تعادل القدرة الشرائية من حيث نصيب الفرد في المرتبة 17 في العالم و المرتبة 20 اسمياً. المملكة المتحدة هي ثاني أكبر اقتصاد في العالم المالي، في المرتبة الثانية بعد الولايات المتحدة و هي موطن للعديد من أكبر البنوك و الشركات في العالم والشركات. لندن عاصمة البلاد و أكبر مركز مالي في العالم، و لديها أكبر ناتج محلي إجمالي كمدينة في أوروبا و هي موطنا لأكثر من 100 من أصل أكبر 500 شركة أوروبية مثل إتش إس بي سي وبريتيش بتروليوم. المملكة المتحدة هي أيضاً عضو في مجموعة الدول الصناعية السبع ومجموعة الثماني ومجموعة العشرين والأمم المتحدة ومنظمة التعاون والتنمية الاقتصادية ومنظمة التجارة العالمية والاتحاد الأوروبي والكومنويلث.

## نبذة تاريخية

### منذ عام 1945 حتى عام 1979
عمدت الحكومة العمالية الجديدة بعد الحرب العالمية الثانية إلى تأميم بنك إنجلترا، والطيران المدني، وشبكات الهاتف، والسكك الحديدية، والغاز، والكهرباء، والفحم، وصناعات الحديد والصلب، ما انعكس سلبًا على وظائف 2.3 مليون عامل. تمتعت المملكة المتحدة بعد الحرب بفترة طويلة خالية من أي ركود كبير؛ تحقق الازدهار بسرعة في خمسينيات القرن الماضي وستينياته، إذ ظلت البطالة منخفضة ولم تتجاوز 3.5% حتى أوائل السبعينيات. وصل معدل النمو السنوي بين عامي 1960 و1973 إلى 2.9% وسطيًا، مع أن هذا الرقم كان أقل بكثير من أرقام الدول الأوروبية الأخرى مثل فرنسا وألمانيا الغربية وإيطاليا.
عنى تخفيض التصنيع إغلاق أنشطة التعدين والصناعات الثقيلة والتصنيع، ما أدى إلى خسارة موظفي الطبقة العاملة ذات الأجور العالية وظائفهم. ارتفعت حصة المملكة المتحدة من الإنتاج الصناعي من 9.5% في عام 1830 خلال الثورة الصناعية إلى 22.9% في سبعينيات القرن التاسع عشر، بينما انخفضت إلى 13.6% بحلول عام 1913، و10.7% بحلول عام 1938، و4.9% بحلول عام 1973. فُسر هذا الانخفاض بأسباب متعددة مثل المنافسة الخارجية، والافتقار إلى الابتكار، والنقابية التجارية، ونظام الرفاه الذي اتبعته الدولة، وزوال الإمبراطورية البريطانية، والمواقف الثقافية. وصل الانحدار إلى مرحلة حرجة في السبعينيات على خلفية أزمة الطاقة العالمية، والتضخم الكبير، والتدفق الهائل للسلع المصنعة منخفضة التكلفة من آسيا.
سقط الاقتصاد البريطاني في ركود 1973-1975، عقب أزمة النفط عام 1973، وانهيار سوق الأسهم 1973-1974، والأزمة المصرفية الثانوية في 1973-1975، وأطاح حزب العمال تحت قيادة هارولد ويلسون بحكومة إدوارد هيث، الذي حكم سابقًا بين عامي 1964 و1970. شكل ويلسون حكومة أقلية في مارس 1974 بعد الانتخابات العامة في 28 فبراير، التي أفضت إلى تعليق برلماني. حصل ويلسون على أغلبية مطلقة ثلاثية المقاعد في الانتخابات الثانية في أكتوبر من ذلك العام.
سجلت المملكة المتحدة نموًا أضعف من الدول الأوروبية الأخرى في السبعينيات؛ حتى بعد الركود، عانى الاقتصاد ارتفاعًا في معدلات البطالة وتضخم فاقت نسبته 10%، وتجاوزت 20% في أكثر من مناسبة ونادرًا ما قلت عن 10% بعد عام 1973.
اضطرت المملكة المتحدة عام 1976 إلى تقديم طلب للحصول على قرض بقيمة 2.3 مليار جنيه إسترليني من صندوق النقد الدولي. كان دينيس هيلي، مستشار الخزانة آنذاك، مطالبًا بخفض الإنفاق العام وتنفيذ الإصلاحات الاقتصادية الأخرى من أجل تأمين القرض، وفعلًا تحسن الاقتصاد البريطاني فترة من الزمن، مع تحقيق نمو بنسبة 4.3% في أوائل عام 1979. على أي حال، خسرت حكومة جيمس كالاهان تصويتًا على حجب الثقة في مارس 1979، في أعقاب شتاء السخط، حيث شهدت المملكة المتحدة إضرابات عديدة في القطاع العام. أدى هذا إلى عقد الانتخابات العامة في 3 مايو 1979، إذ أفضت إلى تشكيل حكومة جديدة على يد حزب مارغريت تاتشر المحافظ.

### 1979 إلى 1997
بدأت فترة جديدة من الاقتصاد النيوليبرالي بهذه الانتخابات. خُصخصت العديد من الصناعات والمرافق التابعة للدولة خلال الثمانينيات، مع تخفيض الضرائب، وإقرار إصلاحات نقابية وتحرير الأسواق. انخفض الناتج المحلي الإجمالي بنسبة 5.9% مبدئيًا، لكن النمو عاد لاحقًا وارتفع إلى معدل سنوي قدره 5% في ذروته عام 1988؛ أحد أعلى المعدلات في أوروبا.
لم يسلم تحديث الاقتصاد الذي حققته تاتشر من المتاعب؛ أدت معركتها مع التضخم، الذي ارتفع عام 1980 إلى 21.9%، إلى زيادة كبيرة في البطالة، إذ ارتفعت من 5.3% في عام 1979 إلى أكثر من 10.4% بحلول بداية عام 1982، وبلغت ذروتها عند 11.9% تقريبًا في عام 1984 -مستوى لم تشهده بريطانيا منذ الكساد العظيم. تزامن ارتفاع معدل البطالة مع الركود العالمي في أوائل الثمانينيات، وبعدها لم يعد الناتج المحلي الإجمالي في المملكة المتحدة إلى معدل ما قبل الركود حتى عام 1983. أعيد انتخاب تاتشر رغم ذلك في يونيو 1983 بأغلبية ساحقة. انخفض التضخم إلى 3.7%، بالتزامن مع وصول أسعار الفائدة إلى قيمة كبيرة نسبيًا استقرت عند 9.56%.
يُنسب ارتفاع البطالة أساسًا إلى سياسة الحكومة الاقتصادية التي أدت إلى إغلاق المصانع القديمة وحفر الفحم. انخفضت أنشطة التصنيع في إنجلترا وويلز ونسبة وظائفها، إذ هبطت من نحو 38% من الوظائف في عام 1961 حتى 22% تقريبًا في عام 1981. استمر هذا الاتجاه خلال معظم الثمانينيات، حيث حققت الصناعات الجديدة وقطاع الخدمات نموًا كبيرًا. أدت زيادة كفاءة التصنيع ومن ثم نقص عدد العاملين المطلوب في هذا القطاع إلى خسارة وظائف إضافية أيضًا. انخفض عدد العاطلين عن العمل إلى أقل من 3 ملايين بحلول انتصار تاتشر الثالث على التوالي في يونيو 1987؛ انخفض هذا الرقم إلى 1.6 مليون مع نهاية عام 1989.
دخل الاقتصاد البريطاني ركودًا عالميًا آخر في أواخر عام 1990؛ مع انكماش اقتصادي بنسبة 6% من الذروة إلى القاع، وارتفاع معدل البطالة من نحو 6.9% في ربيع 1990 إلى ما يقارب 10.7% بنهاية عام 1993. على أي حال، انخفض التضخم من 10.9% في عام 1990 إلى 1.3% بعد ثلاث سنوات. كان الانتعاش الاقتصادي اللاحق عظيمًا، وعلى عكس ما حدث بعد ركود أوائل الثمانينيات، ترافق الانتعاش مع انخفاض سريع وكبير في معدل البطالة، ليصل إلى 7.2% بحلول عام 1997، علمًا أن شعبية حكومة المحافظين لم تتحسن رغم الانتعاش الاقتصادي. فازت الحكومة بالانتخابات الرابعة على التوالي في عام 1992 تحت قيادة جون ميجر، الذي خلف تاتشر في نوفمبر 1990، لكن الأربعاء الأسود جاء بعد الفوز بوقت قصير، ما أضر بسمعة حكومة المحافظين وكفاءتها الاقتصادية، ليتصدر حزب العمال نتائج استطلاعات الرأي منذ تلك المرحلة فصاعدًا، لا سيما في أعقاب انتخاب توني بلير زعيمًا للحزب في يوليو 1994 بعد الوفاة المفاجئة لسلفه جون سميث.
رغم فترتي الركود، نمت الأجور نموًا ثابتًا بنحو 2% سنويًا بالقيمة الحقيقية منذ عام 1980 حتى عام 1997، واستمرت بالنمو حتى عام 2008.